# Novo Xingu
Novo Xingu é um município brasileiro do estado do Rio Grande do Sul.

## História
Foi fundado em 1897 pelo Dr. Hermann Meyer, antropologista formado na Alemanha, como Colônia Xingu. Meyer estava originalmente em Porto Alegre e, motivado por outros colegas que fizeram expedições ao Brasil central, ingressou também nestas aventuras.
Convidado por seu colega Carlos Dhein, descendente de alemães que atuava como guia acompanhando cientistas europeus em pesquisas no Brasil, ingressou em uma expedição ao Xingu. Durante a viagem até Mato Grosso, Meyer teve a ideia de implantar uma colonização no sul do Brasil.
Durante a viagem, do Rio Grande do Sul ao Mato Grosso, nasceu em Meyer a idéia de implantar uma colonização no sul do Brasil. Meyer retorna à Alemanha e deixa no Brasil, como seu procurador, Carlos Dhein, para a aquisição das terras. A Colônia Xingu foi adquirida da viúva Rita Maria do Espírito Santo, situada na costa do Rio da Várzea, região nordeste do Rio Grande do Sul. A experiência vivida por Meyer na expedição ao Xingu, o levou a dedicar o nome da primeira terra comprada como Colônia Xingu.
A emancipação do município ocorreu em 16 de abril de 1996, desmembrando-se de Constantina. Neste ano, não houve eleições municipais no município, os eleitores votaram em Constantina para eleger seus representantes nos poderes.

## Geografia
O território atual do município é de 79,85 km², sendo 0,73 km² urbanizados, com 1.646 habitantes segundo o censo de 2022. Situa-se a 360 km da capital Porto Alegre. Os principais acessos são pela RS 500, que liga o município à BR 386 e consequentemente ao resto do estado, e diretamente de Constantina.
Situa-se na região intermediária de Passo Fundo e na região imediata de Carazinho. Localizada na latitude 27º44'49" sul e na longitude 53º03'18" oeste, Novo Xingu está a uma altitude de 451 metros.

## Educação
O município possui uma taxa de escolarização dos 6 aos 14 anos de 99,5%, com 149 matrículas no ensino fundamental, em três estabelecimentos de ensino, com 24 docentes. Já o ensino médio possui 39 matrículas, em um estabelecimento de ensino e 13 docentes.